# Minar (Firuzabad)

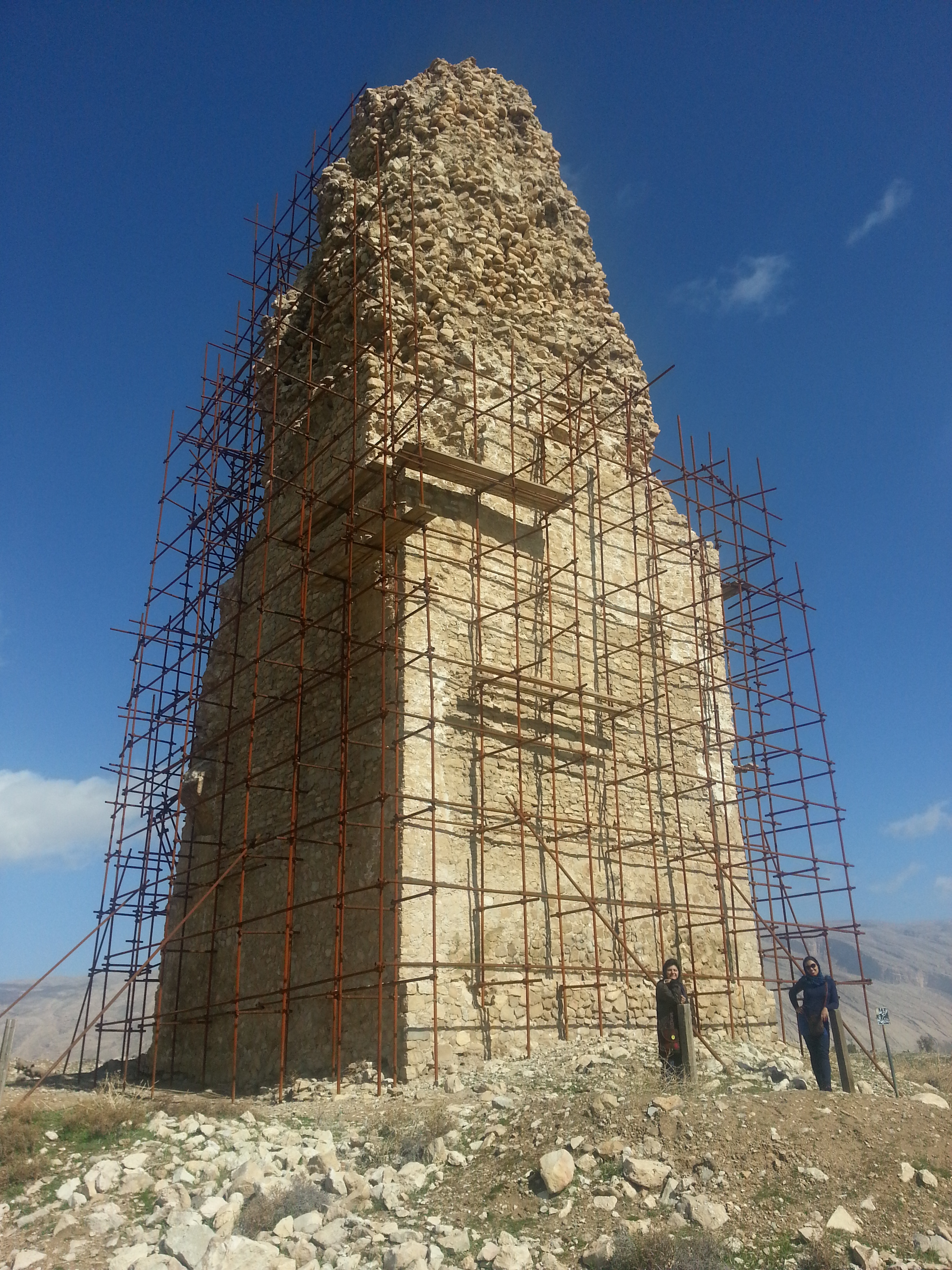
Das Minar im Jahr 2013

Das Minar oder Terbal war ein abgestuftes, turmartiges Bauwerk, das im Zentrum der sasanidischen runden Residenzstadt Gōr (dem heutigen Firuzabad) im südlichen Iran steht und von dem heute nur der Kern erhalten ist. Über seine Funktion gibt es mehrere Theorien. Das Gebäude ist Teil des UNESCO-Weltkulturerbes „Archäologische Landschaft der Sassaniden in der Region Fars“.

## Struktur und Geschichte
Die Struktur ist als Minar (منار) oder Minara (مناره, ‚Minarett‘) im Neupersischen bekannt, während die mittelalterlichen arabischsprachigen islamischen Quellen die Struktur als Terbal (طربال, DMG Ṭirbāl) bezeichneten.
Ähnliche Bauten, also Türme mit einer Außenrampe, wurden von antiken Historikern erwähnt, darunter ein von Ammianus Marcellinus erwähnter Turm am Fluss Nahar Malka (in der Nähe der sasanidischen Hauptstadt Seleukia-Ktesiphon; er verglich ihn mit dem Leuchtturm von Alexandria), mehrere Türme bei Pirisabora (al-Anbar), die von Zosimos erwähnt wurde, und der Borsippa-Turm in der Nähe von Babylon. Diese wiederum mögen auf den Zikkuraten des antiken Nahen Ostens beruhen.
Die neue Stadt Gor von Ardaschir I. hatte einen kreisförmigen Grundriss, dessen offizielle Gebäude sich in der Mitte eines inneren Kreises mit einem Radius von 450 Metern befanden. Das turmartige Minar war das Zentrum dieses Kreises. Zusammen mit Tacht-e Neschin sind dies die einzigen Bauwerke der Stadt, die aus einem Granit-Mörtel-Mauerwerk bestehen. Laut der Encyclopædia Iranica könnten diese beiden Strukturen in mittelalterlichen islamischen Quellen verwechselt worden sein, und es ist unklar, auf welche Struktur sich die Namen Aiwān Kiāchurra (ایوان کیاخوره) (al-Istachrī), Gunbad-i Kīrmān/Gīrmān (گنبد گیرمان) und Īrān Garda (ایران گرده) (Ibn al-Balchi) beziehen. Das Minar hatte eine 9 Meter große quadratische Basis mit mehr als 30 Metern Höhe und spiralförmigem Design. Es war der Kern eines Treppenturms und wurde von Ibn Hauqal mit einem ähnlichen Gebäude in Balch verglichen (ein Hinweis auf einen buddhistischen Stupa oder möglicherweise eine Zikkurat). Mit der zerstörten Treppe und Außenwänden wird die tatsächliche Breite auf etwa 20 Meter geschätzt. Die verbleibende Struktur ist laut dem Schriftsteller und Gelehrten Forsat-od-Dowle Schirazi aus der Kadscharen-Periode  hohl. Ernst Herzfeld (1907) hatte ihn als Turm von quadratischem Grundriss mit spiralförmiger Außenrampe beschrieben. Laut Dieulafoy (in seiner L’Art Antique de la Perse), der die Struktur untersucht hatte, bestand sie „über der Plattform aus vier Bühnen ... Jede Bühne ist quadratisch und tritt von der vorherigen um einen Abstand von 1⁄10 der Basis“.

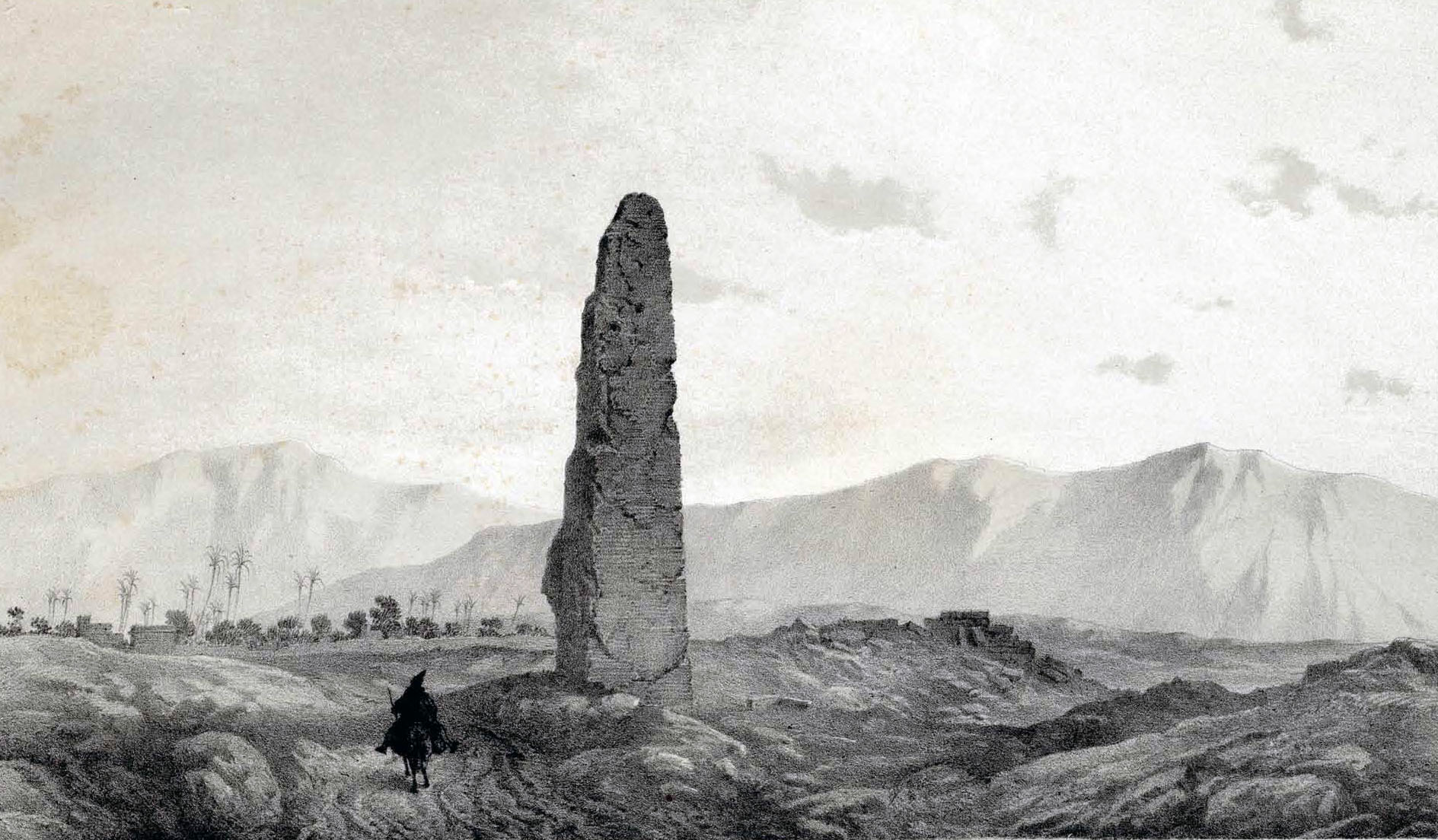
Zeichnung von Eugène Flandin, der den Turm Feuertempel von  Firuzabad nannte
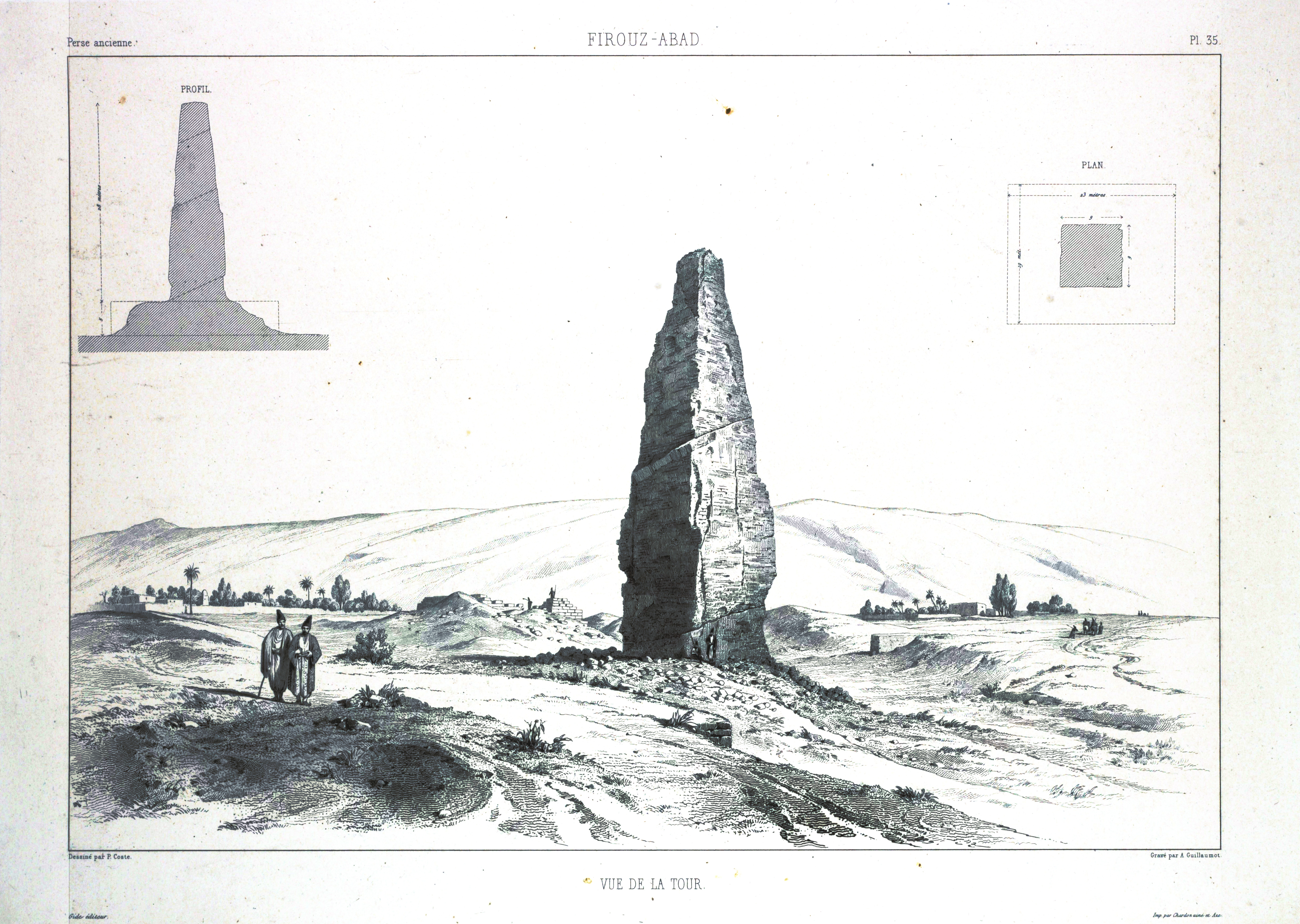
Zeichnung von Pascal Coste
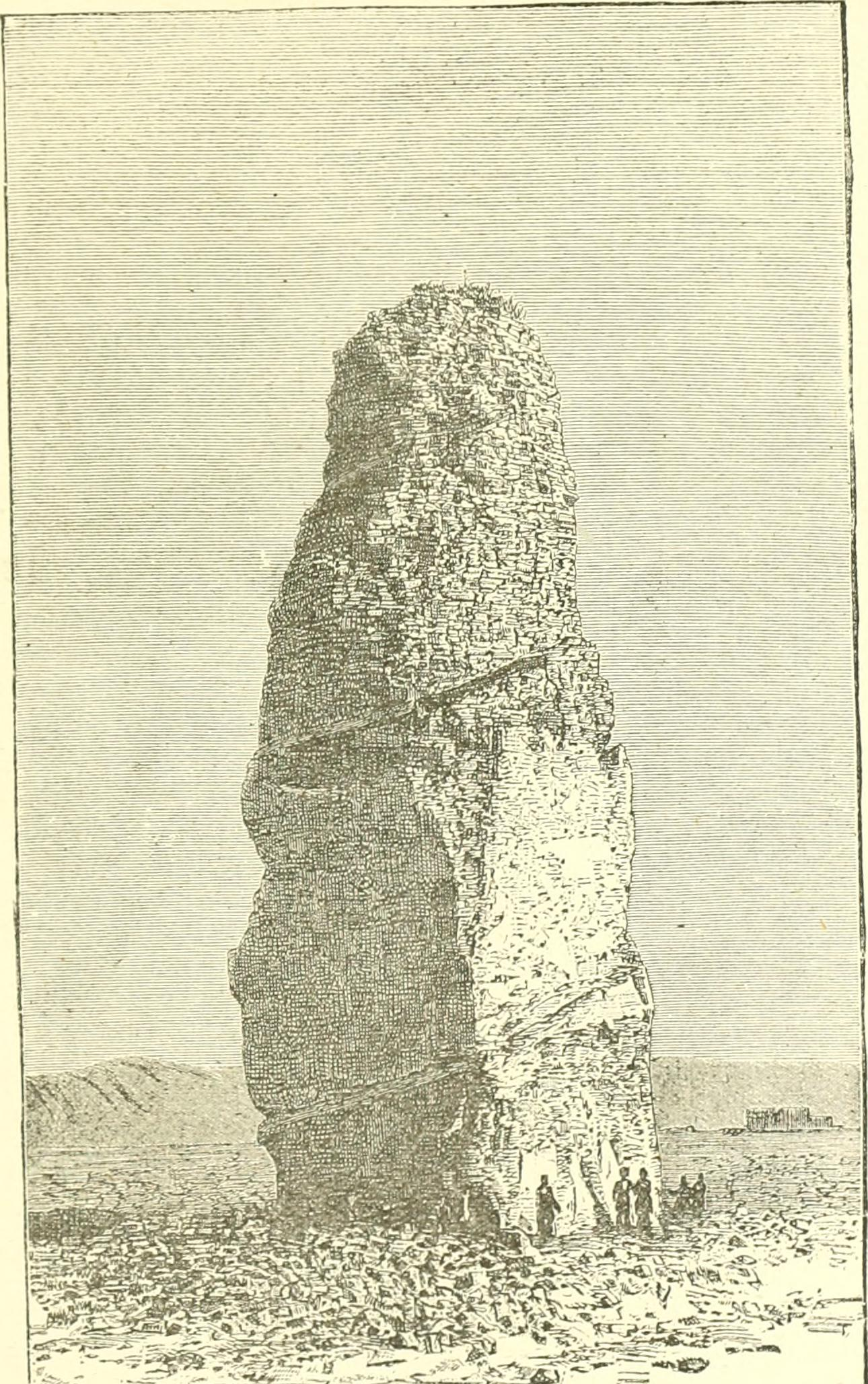
Zeichnung von Zénaïde A. Ragozin von 1889
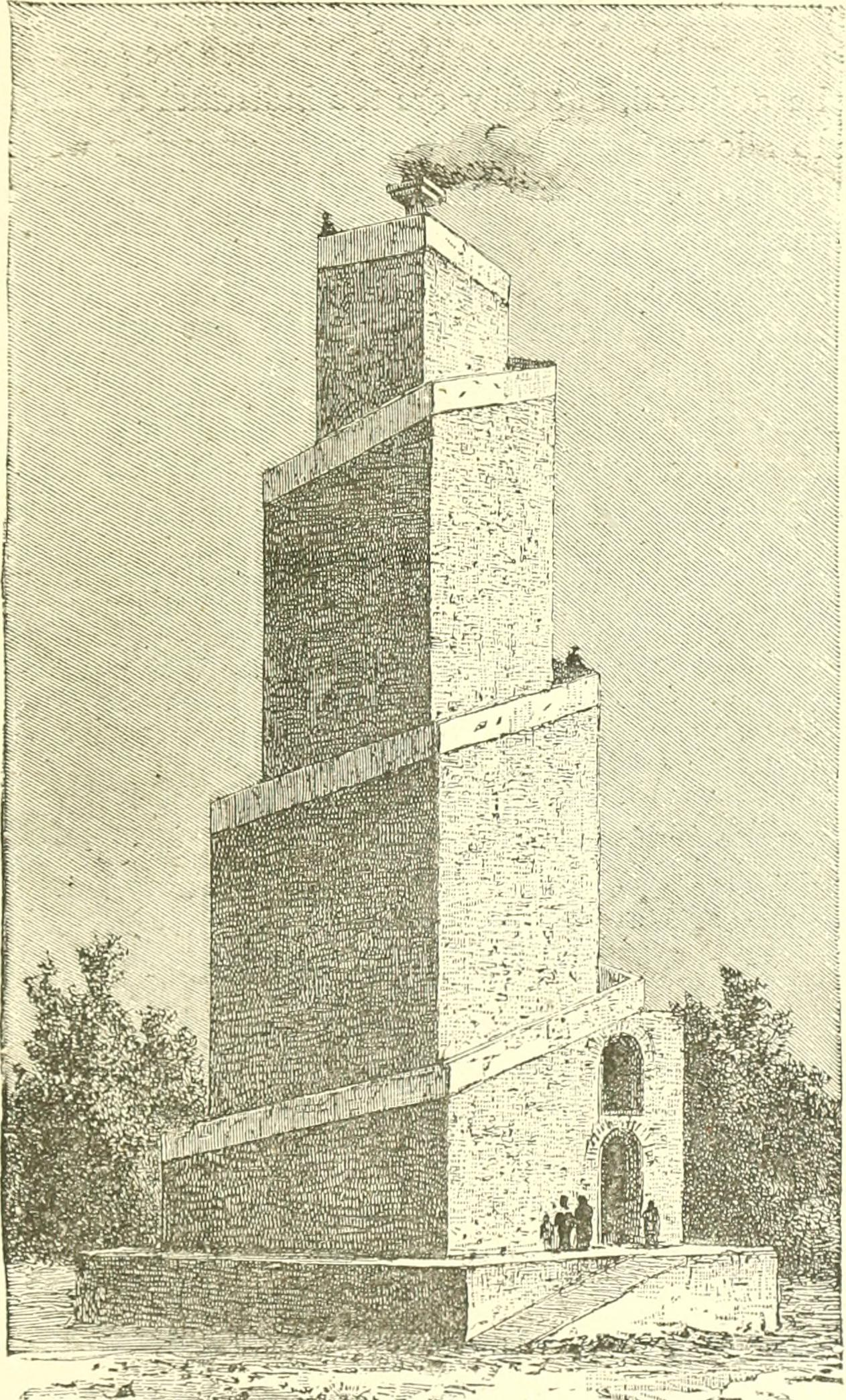
Eine Rekonstruktion von Zénaïde A. Ragozin als Feuertempel mit dem heiligen Feuer an der Spitze von 1889

## Funktion
Die ersten westlichen Orientalisten und Reisenden, die die Struktur beschrieben, waren Eugène Flandin und Pascal Coste, die beide die Einzigartigkeit in der iranischen Architektur bemerkten. Vor Ernst Herzfelds Studien hielten die Forscher das Minar fälschlicherweise für eine  andere Form eines Zikkurats, während einige dachten, es sei ein Feuertempel, an dessen Spitze das Heilige Feuer (Atar) angebracht war, um eine Kontamination  des heiligen Feuers mit Staub und Erde zu vermeiden.
Andere vermuten, dass die Struktur Teil eines Regierungsgebäudes war und das göttliche und zentralistische Königtum Ardaschirs symbolisierte. Es könnte auch praktische, militärische und zivile Zwecke gehabt haben, da der Turm Sichtkontakt mit einigen Befestigungsanlagen in der Umgebung bot, oder möglicherweise als Aussichtsturm verwendet worden sein, um den Bau der neuen Königsstadt Gor zu überwachen.
Einer neueren Studie zufolge könnte das Bauwerk, wie es auch in mittelalterlichen Quellen beschrieben wird, als Wasserturm fungiert haben, so dass Wasser aus nahegelegenen erhöhten Quellen durch Rohre in den hohlen Kern des Turms floss und von dort aus zu anderen Stellen in der Stadt. Es wird argumentiert, dass dies nicht der einzige Zweck der Struktur war, so soll das Minar neben seiner Funktion als Wasserturm auch ein Tempel der Anahita – Gottheit des Wassers – sein.

## Einfluss
Es wird vermutet, dass der Minar der architektonische Vorgänger des einzigartigen Minaretts von Samarra (auch bekannt als Malwiya, arabisch für Spirale) im Irak war, das in der Zeit der Abbasiden gebaut wurde. Dieses Minarett von Samarra selbst inspirierte das der Ibn-Tulun-Moschee in Kairo, und kürzlich Philip Johnsons Entwurf für die Thanksgiving-Kapelle von 1976 am Thanks-Giving Square in Dallas, Texas.

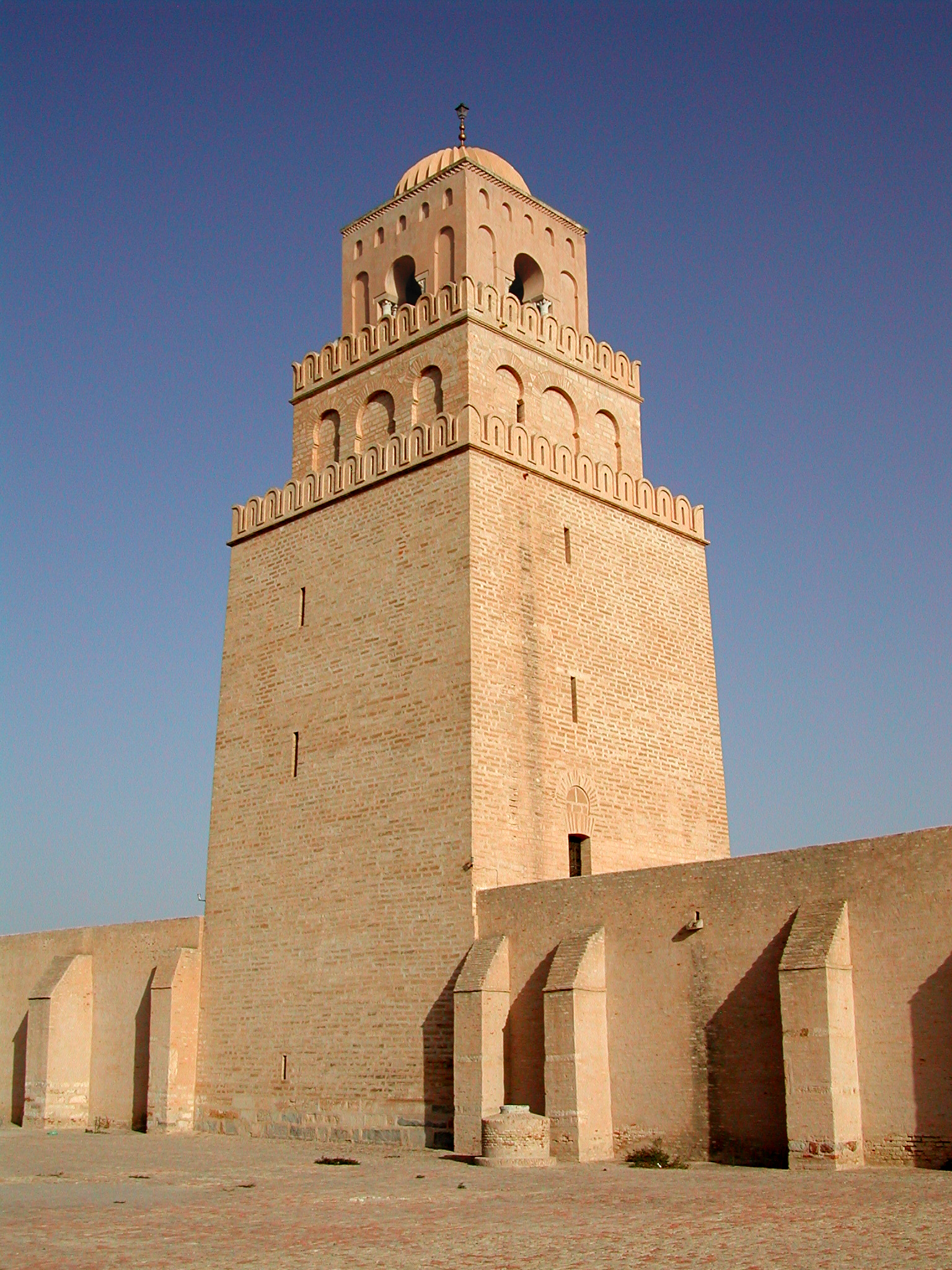
Das einzigartige Minarett der Hauptmoschee von Kairouan
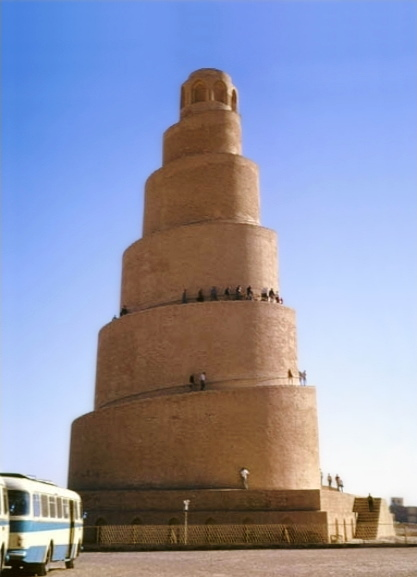
Das Minarett von Samarra
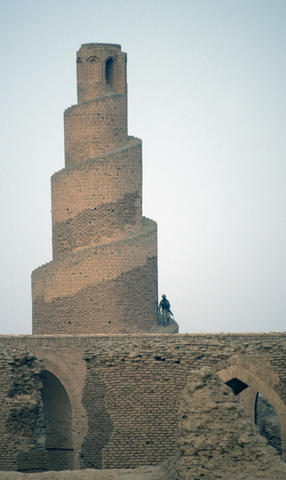
Das Minarett der Abu-Dulaf-Moschee – 20 km nördlich von Samarra
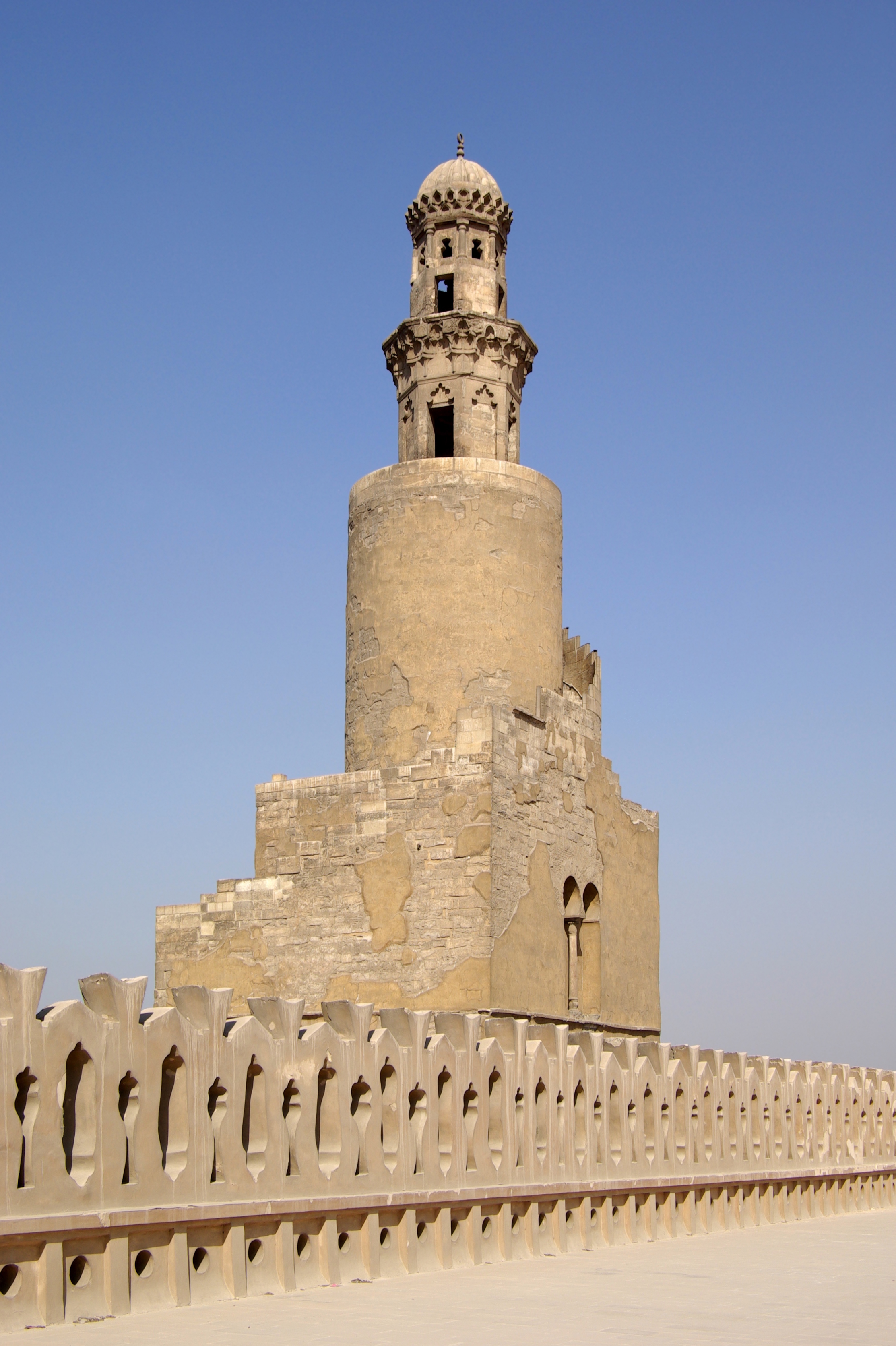
Das Minarett der Ibn-Tulun-Moschee
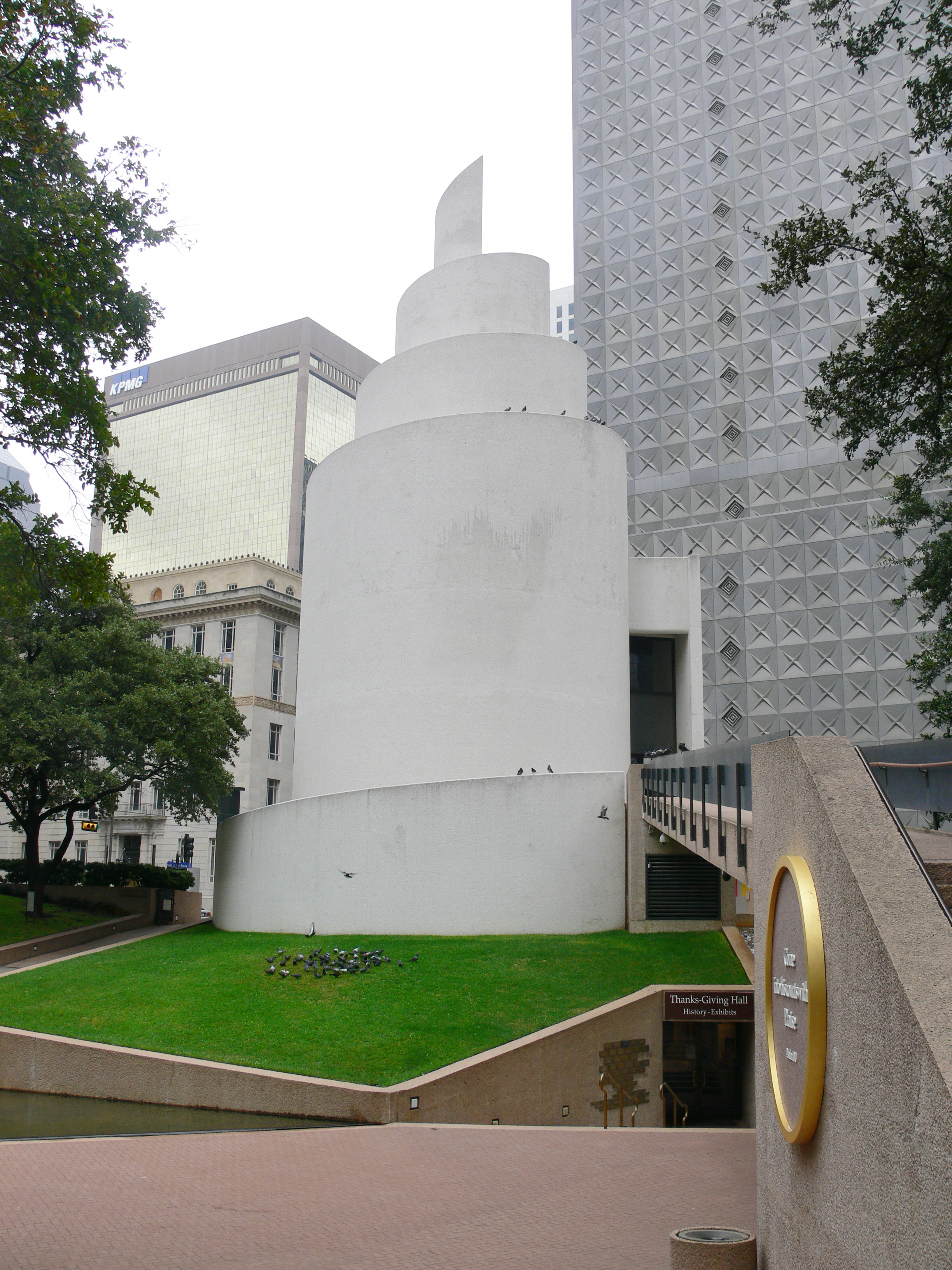
Die Chapel of Thanksgiving von Philip Johnson
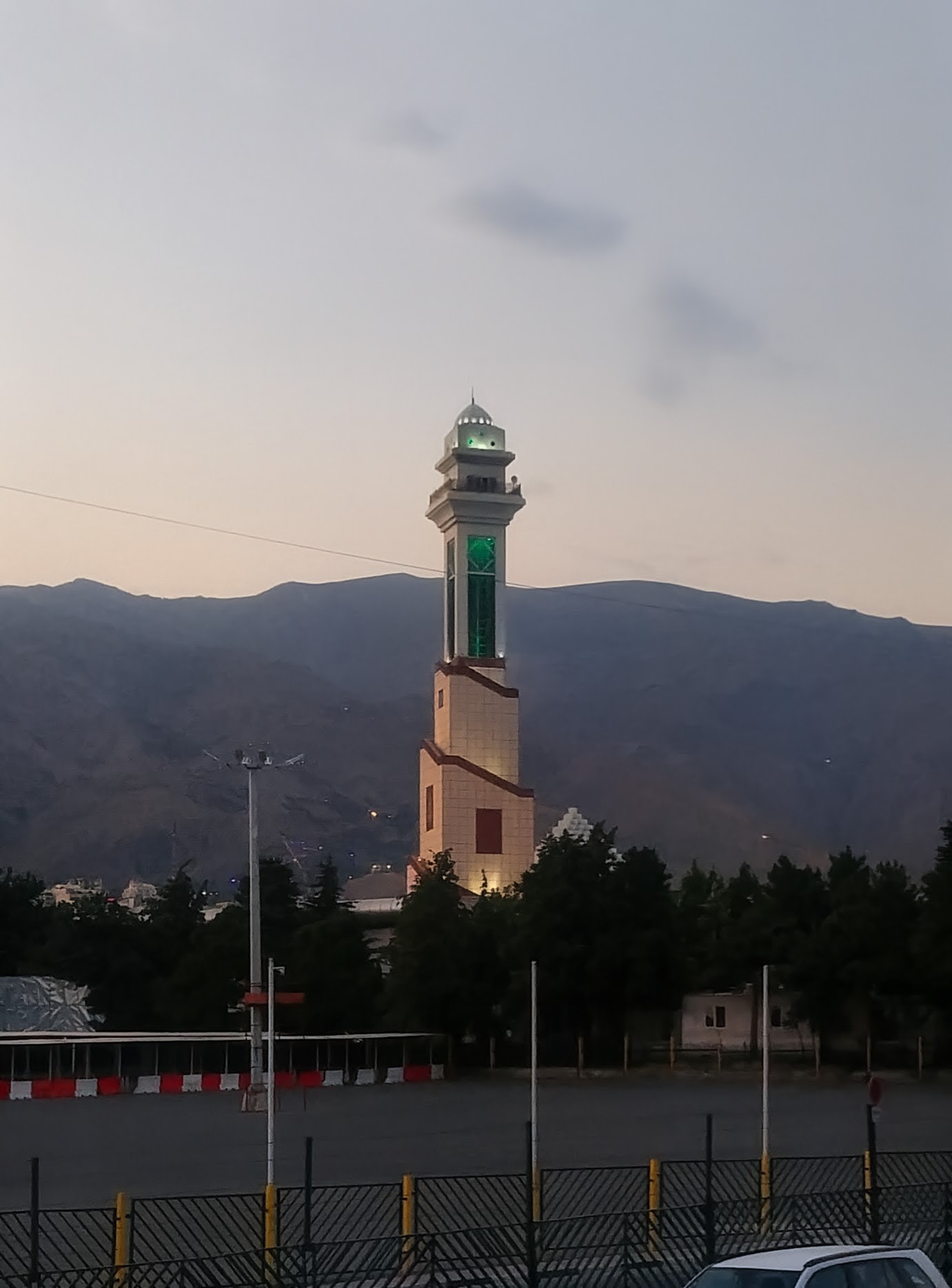
Eine postmoderne Moschee mit einem Spiralminarett in Teheran